# Mieszalnia farb offsetowych
Mieszalnia farb offsetowych – zakład produkujący na zlecenie drukarni offsetowych farby drukowe o specyficznych właściwościach, np. odpowiedniej barwie (farba spotowa), nie występujących w standardowej ofercie handlowej producentów farb. Produkcja polega na łączeniu ze sobą odpowiednich komponentów (komponenty zawierające pigment, oleje (spoiwo), suszki, woski) i utworzeniu homogenicznej masy.
W druku offsetowym stosuje się m.in. farby procesowe. Najczęściej spotykany system druku z farb procesowych to druk farbami CMYK-owymi, czyli farbami o kolorach: Cyan, Magenta, Yellow, Black. W celu uzyskania żądanej barwy nanoszone są na powierzchnię drukowaną w odpowiedniej proporcji poszczególne kolory. Barwy uzyskiwane przez złożenie barw CMYK-owych wypełniają jedynie część przestrzeni barw. Druk farbami procesowymi o specjalnej skali barw (np. siedmioma farbami procesowymi) poszerza zakres możliwych do uzyskania barw. Jednak nie zawsze wskazane jest uzyskiwanie danej barwy jako złożenie kolorów procesowych lub nie zawsze daną barwę można uzyskać z farb procesowych. Głównie z tych powodów istnieje potrzeba wykonania farby o specjalnym kolorze i farby te wykonuje się w mieszalni farb offsetowych.

## Wyposażenie mieszalni

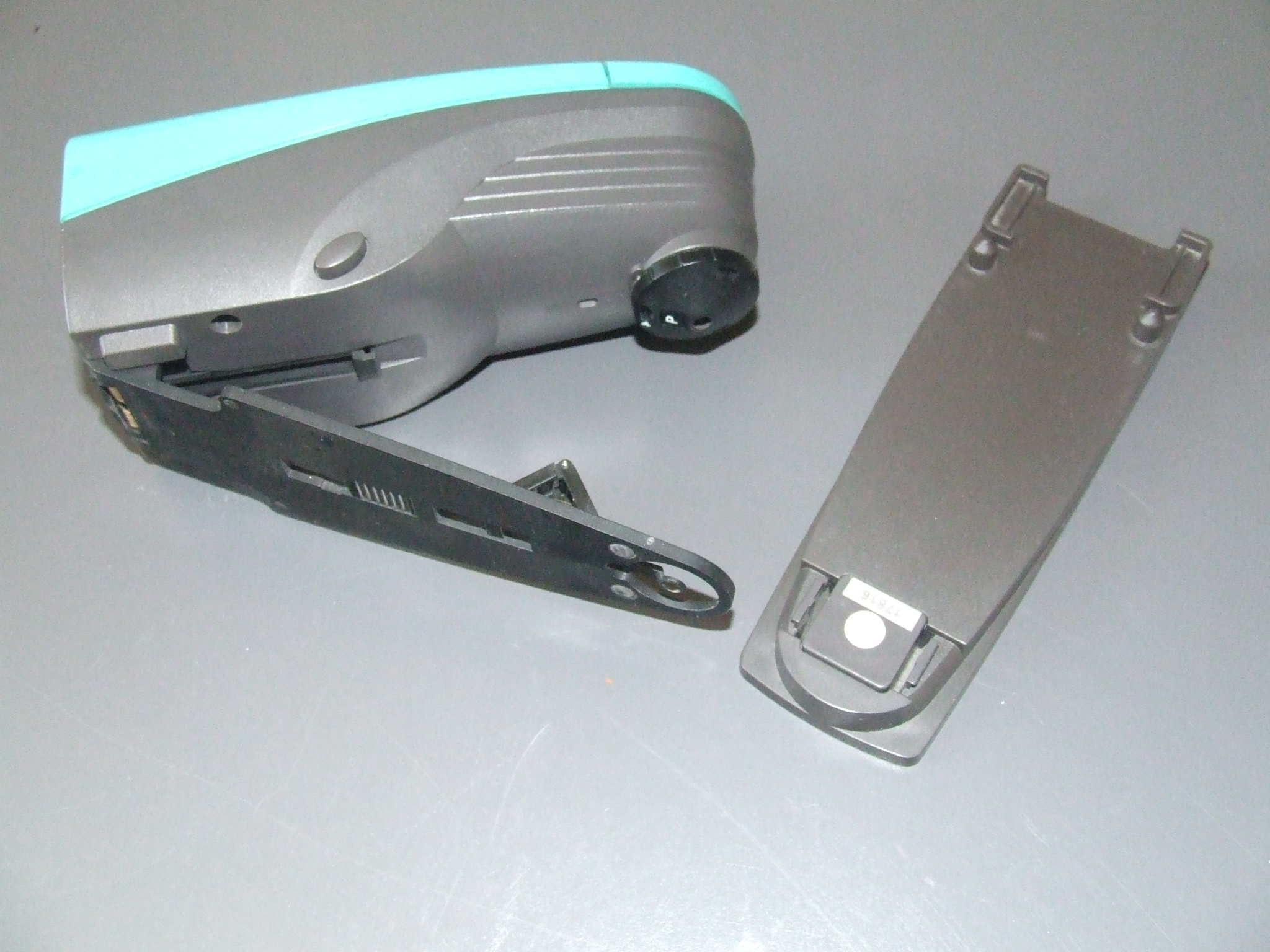
Spektrofotometr do pomiaru barwy i stworzenia receptury
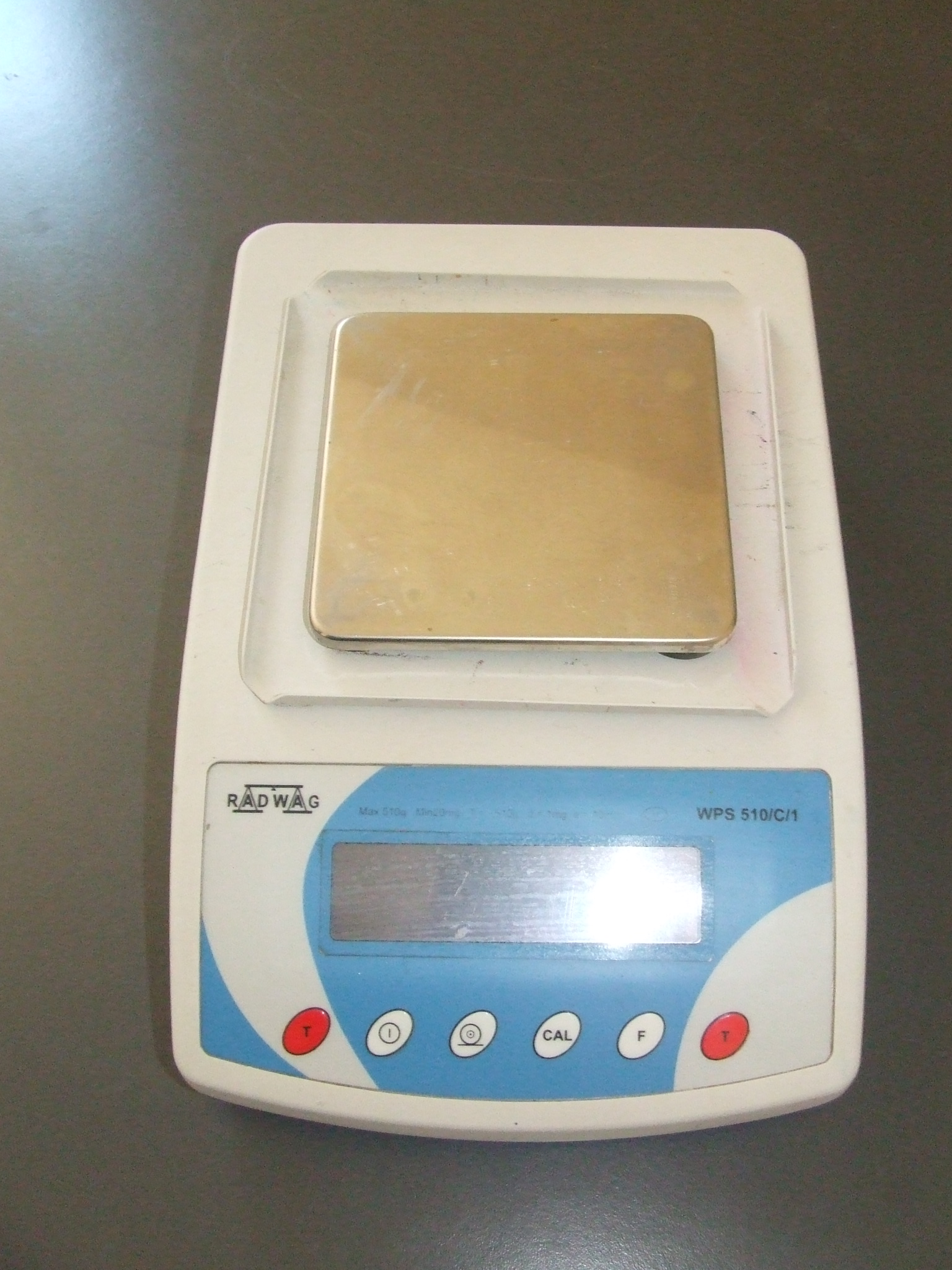
Waga analityczna do wykonania naważki farby
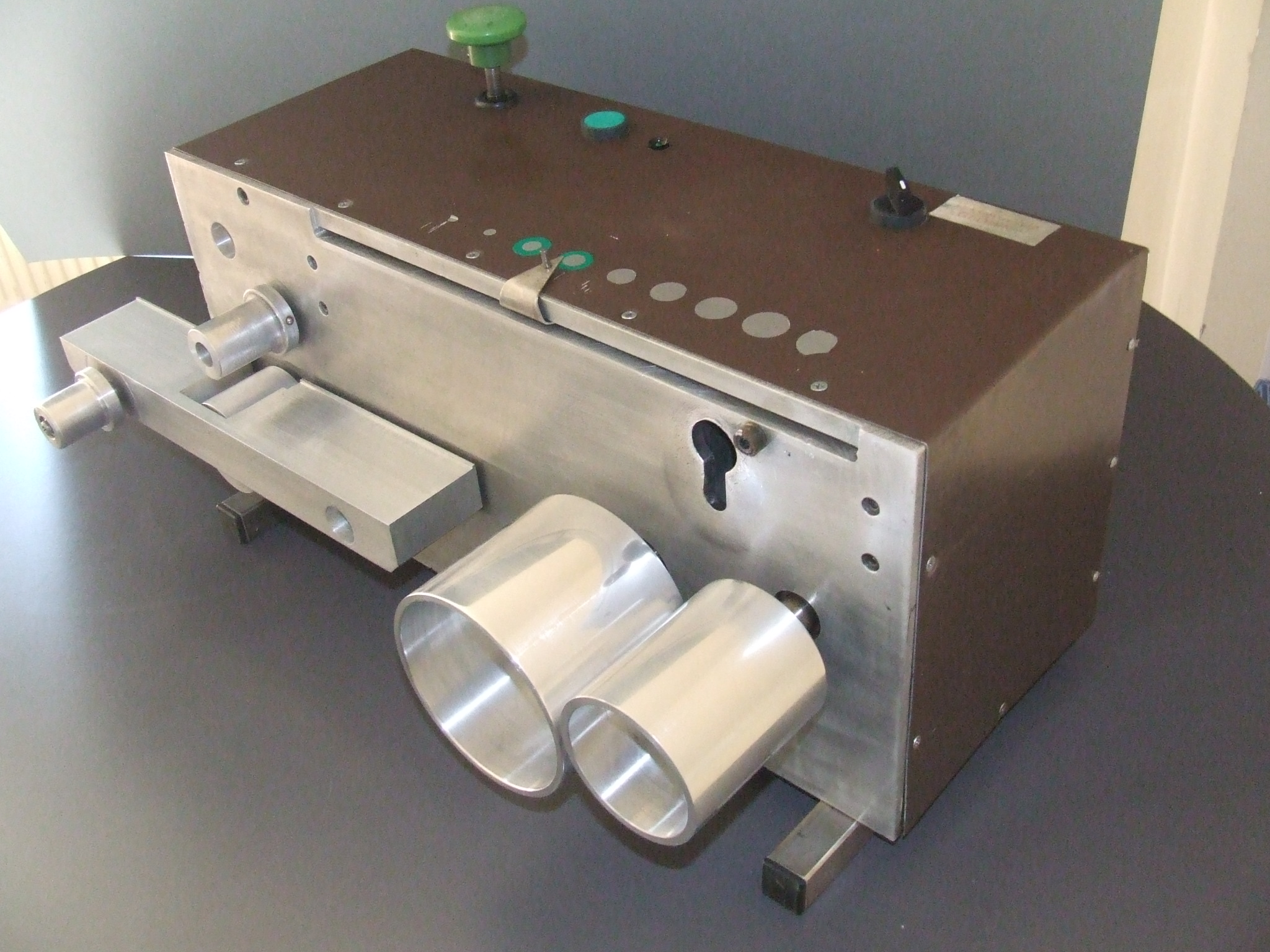
Urządzenie do wydruku kontrolnego receptury farby offsetowej
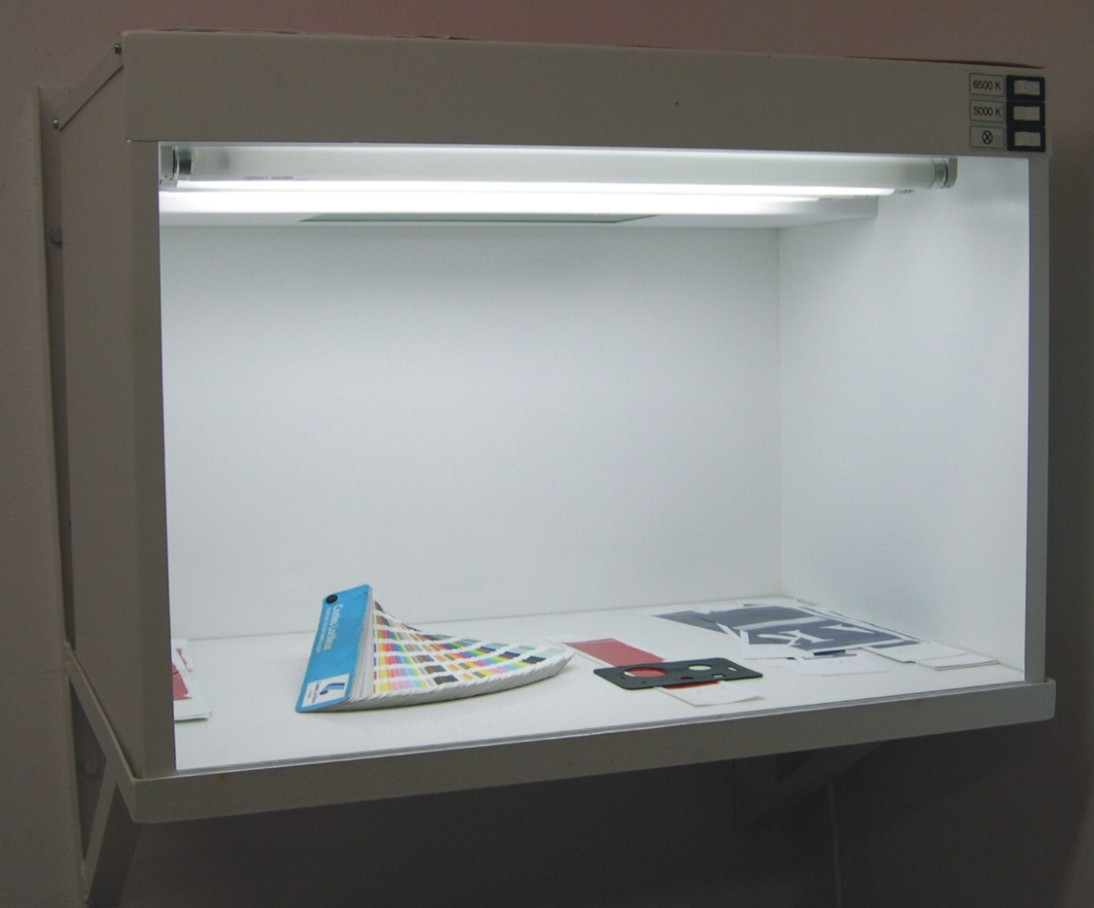
Kabina świetlana z wzornikiem Pantone do kontroli receptury farby
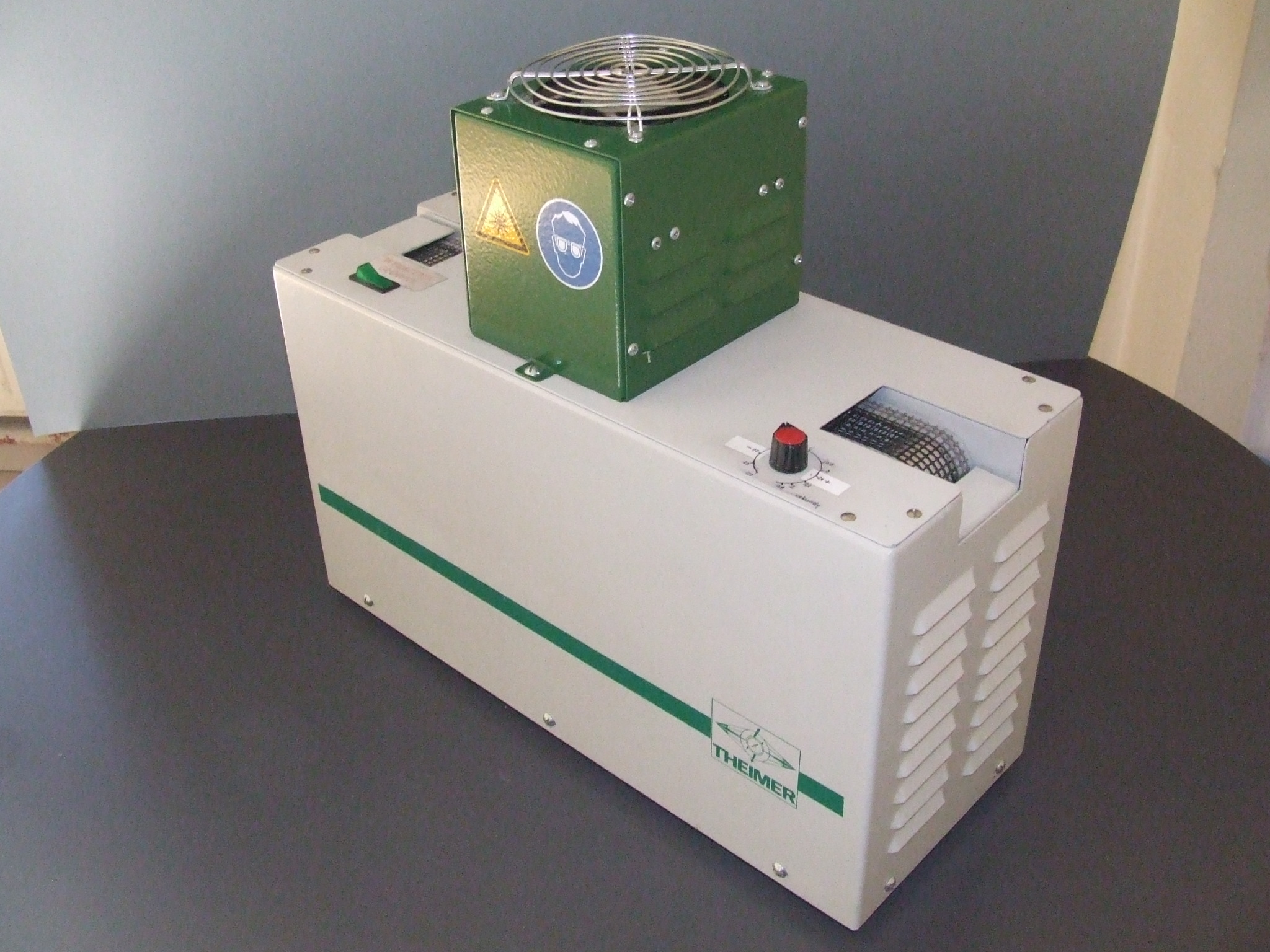
Urządzenie do farb utrwalanych promieniami UV
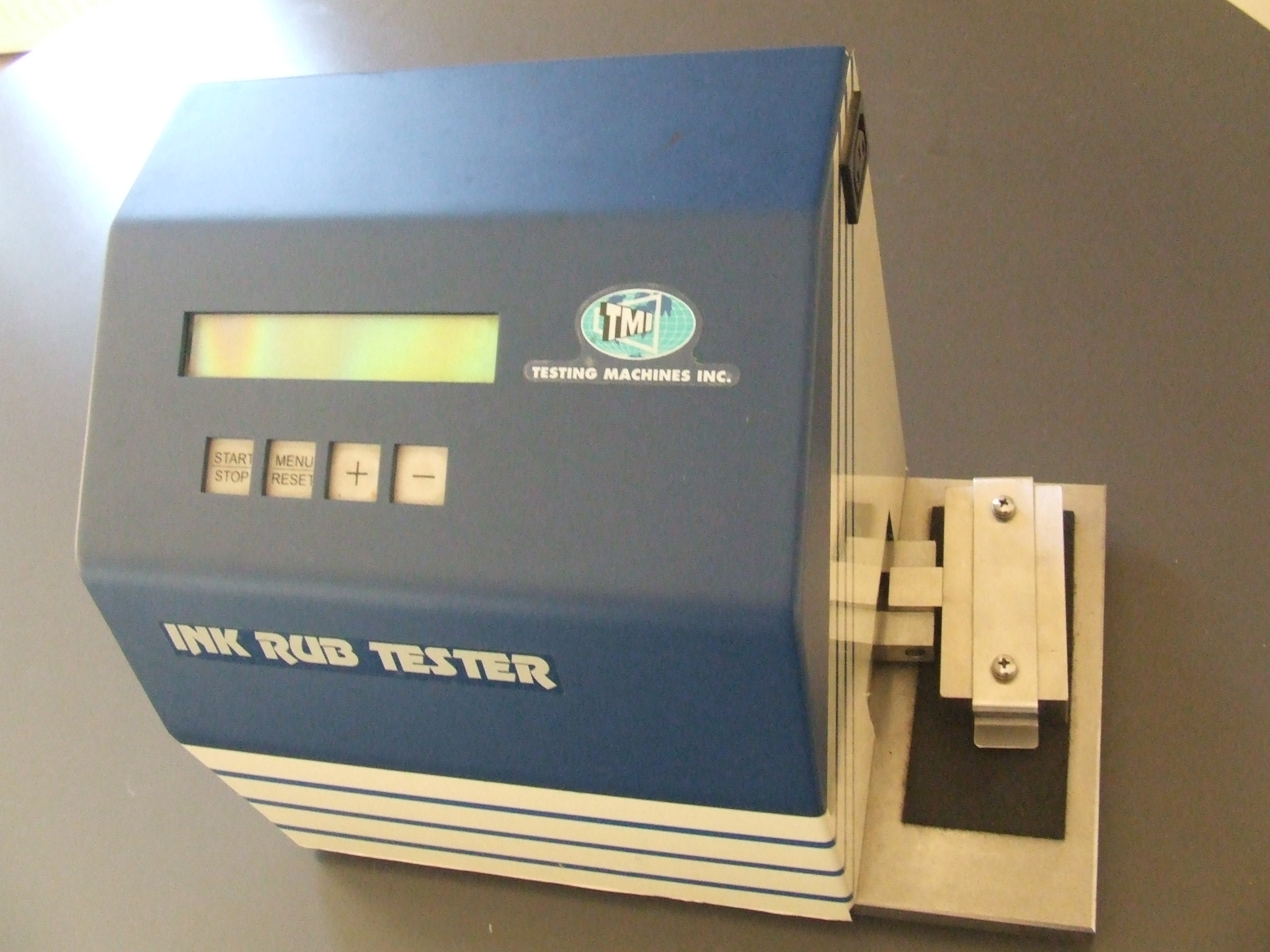
Urządzenie do badania ścieralności farby
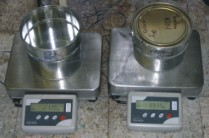
Wagi produkcyjne, tj. do nałożenia komponentów do produkcji farby
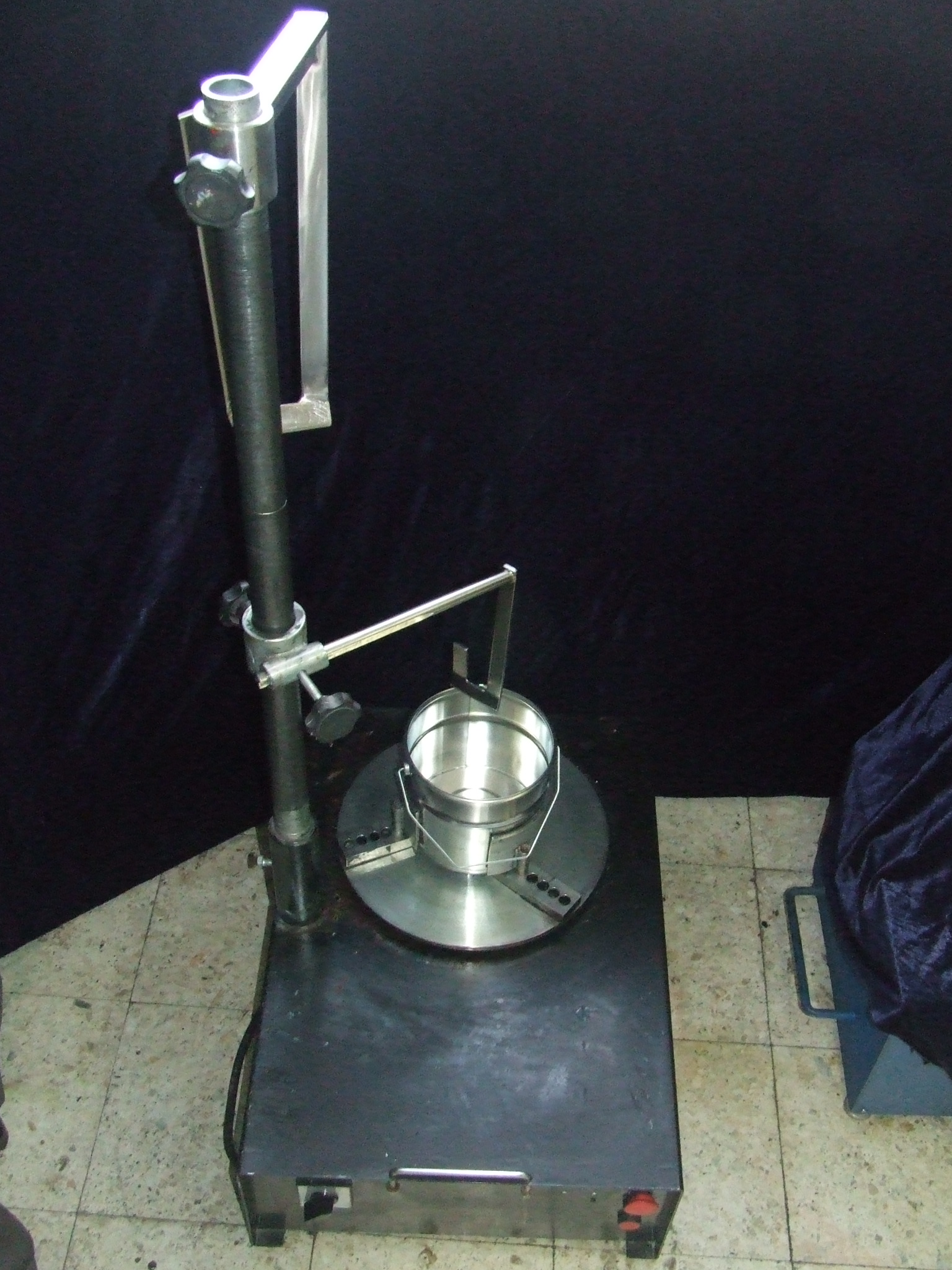
Mieszalnik do produkcji farby

## Proces mieszania farby
Proces produkcji mieszanych farb offsetowych, prawidłowo przeprowadzony, pozwala uzyskać farbę o określanych właściwościach. Proces ten przeprowadza się w trzech zasadniczych etapach:
- faza zlecenia
- faza recepturowania
- faza produkcji

### Faza zlecenia
Właściwości farby mieszanej określane są w fazie zlecenia. Kompletne dane wyjściowe do produkcji farby spotowej są niezbędne do tego, aby produkt finalny spełnił oczekiwania.
1. Określenie rodzaju podłoża, na którym ma być drukowana farba:
  - papier kredowany błyszczący
  - papier kredowany matowy
  - papier offsetowy lub objętościowy
  - podłoża niechłonne (np. papiery metalizowane, folie)
2. Wskazanie barwy jaka ma być osiągnięta po wydruku
3. Dostarczenie konkretnego podłoża, na którym będzie wykonany druk
4. Czasem wskazanie wielkości pigmentacji farby (podanie ilości farby w g/m², która ma umożliwić osiągnięcie w druku danej barwy)
5. Określenie dodatkowych właściwości farby: odporność na ścieranie, odporność na alkohol, alkalia, nitro, możliwość blistrowania. Pomocne w tym jest przekazanie informacji o dalszych etapach produkcji po druku i przeznaczeniu druku

### Faza recepturowania
Część laboratoryjna mieszalni:
1. Na podstawie informacji na temat rodzaju podłoża, na którym ma być drukowana farba, laboratorium mieszalni dobiera odpowiednie suszki farbowe.
2. Wskazana barwa zostaje zmierzona spektrofotometrem. Dzięki temu barwie przypisane są dane liczbowe pozwalające umieścić ją w przestrzeni barwnej CIELab.
3. Na barwę finalną wpływ ma nie tylko kolor farby mieszanej, ale barwa podłoża, dlatego następuje spektralny pomiar barwy podłoża dla uwzględnienia tego zjawiska w recepturze farby.
4. Na podstawie pomiarów spektralnych barwy docelowej i barwy podłoża do druku program układający receptury (ink formulation) wskazuje szereg propozycji użycia baz pigmentowych, z których mieszalnia wybiera jedną recepturę, kierując się pewnymi kryteriami wyboru.
5. Na wadze laboratoryjnej do naważek zostają zważone pigmenty zgodnie z recepturą, z dodaniem suszek i innych stosownych dodatków nadających farbie żądane właściwości dodatkowe. Następnie całość jest ręcznie, dokładnie przemieszana.
6. Z pomocą urządzenia przeddrukowego farba jest nadrukowywana na paski dostarczonego podłoża, które ma być podłożem do przyszłego zadrukowania daną farbą. Grubość naniesionej warstwy farby jest obliczana na wadze laboratoryjnej do pomiaru ciężaru wałka z różnicy ciężaru wałka nanoszącego farbę przed naniesieniem na pasek podłoża i po naniesieniu. Mieszalnia dąży do uzyskania takiej grubości warstwy farby jaką będzie farba drukowana na maszynach offsetowych.
7. Zadrukowany pasek z przeddrukarki jest mierzony spektralnie pod kątem zgodności otrzymanej barwy z barwą docelową. Miarą zgodności jest odległość Δ E w przestrzeni barw CIELab występująca między barwą docelową a barwą uzyskaną. Przeważnie nie otrzymuje się zadowalających rezultatów (rezultat zadowalający to Δ E<1) i program ink formulation podpowiada korektę receptury. Powtarzane są czynności dokładnie jak po pierwszym pomiarze. W rezultacie osiąga się żądaną barwę metodą kolejnych przybliżeń.
8. Po osiągnięciu rezultatu zadowalającego Δ E<1 ostateczną decyzję podejmuje się przez naoczną ocenę zgodności barwy uzyskanej z docelową. Sprawdzenie zbieżności barw dokonywane jest w odpowiednich warunkach oświetleniowych, które gwarantuje kabina świetlna.
9. Jeśli farba po druku będzie lakierowana, wówczas warstwa lakieru zmieni odczucie barwy. Mieszalnia również to uwzględnia lakierując paski zadrukowane w przeddrukarce. Jeśli farba ma być lakierowana lakierem UV, wówczas nałożona jest warstwa lakieru UV i utrwalana w suszarce UV.
10. Nie wszystkie pigmenty są odporna na lakierowanie UV. W farbach lakierowanych tym rodzajem lakieru można stosować drogie pigmenty odporne na odbarwienie po zastosowaniu lakieru UV, ale można też stosować podstawowe, jeśli jest ich procentowo niewiele, a po lakierowaniu UV i utrwaleniu nie wykazują odbarwienia. Mieszalnia testuje takie rozwiązania z użyciem suszarki UV.
11. Farby mogą być narażone na ścieranie. Mieszalnia bada ich odporność na ścieranie za pomocą rub-testera i może zwiększać tę odporność przez modyfikację farby. Tym urządzeniem można też testować zmiany odporności na ścieranie pod wpływem czynników chemicznych np. alkoholu.
12. Jeśli laboratorium mieszalni uznało, że receptura farby spełnia wszelkie oczekiwania zleceniodawcy, przelicza użyte składniki na ilości produkcyjne.
13. Laboratorium przekazuje wydruki z przeddrukarki do załączenia do wyprodukowanej farby.

### Faza produkcji
Część produkcyjna mieszalni:
1. Nałożenie do kotła mieszalnika umieszczonego na wadze produkcyjnej składników do produkcji farby według wskazań laboratorium mieszalni z uwzględnieniem odpowiedniej kolejności nakładania komponentów.
2. Mieszanie farby w mieszalnikach do uzyskania homogenicznej masy.
3. Przekazanie laboratorium mieszalni produkcyjnej próbki farby w celu sprawdzenia zgodności barwy z laboratoryjną próbką wyjściową i zarchiwizowania. Archiwizacja jest punktem odniesienia w sytuacjach spornych (przypadek, gdyby zleceniodawca samodzielnie zmienił skład farby i taką reklamował) oraz dla zbadania powtarzalności produkcji (przypadek ponownego zamówienia takiej samej farby).
4. Nałożenie farb do puszek, zamknięcie, zaetykietowanie puszki, dołączenie pasków z przeddrukarki.